# Jhansi
Jhansi (Hindi: झाँसी, Jhā̃sī) ist eine etwa 550.000 Einwohner zählende Stadt im nordindischen Bundesstaat Uttar Pradesh. Jhansi ist Verwaltungssitz des gleichnamigen Distrikts.

## Lage
Jhansi liegt in der Region Bundelkhand in einer Höhe von ca. 250 m ü. d. M.; die nächstgelegene Großstadt ist das ca. 100 km (Fahrtstrecke) in nordwestlicher Richtung entfernte Gwalior im Bundesstaat Madhya Pradesh. Das Klima in Jhansi ist meist warm bis heiß; Regen fällt nahezu ausschließlich in den Monsunmonaten Juni bis September.

## Bevölkerung
Offizielle Bevölkerungsstatistiken werden seit 1991 geführt und veröffentlicht. Damals wurden 300.850 Einwohner gezählt, 426.198 im Jahre 2001 und schließlich 505.695 im Jahre 2011. Die mehrheitlich Hindi und Urdu sprechende Bevölkerung besteht zu ca. 81 % aus Hindus und zu ca. 16,5 % aus Moslems; Jains, Sikhs, Buddhisten und Christen bilden zahlenmäßig kleine Minderheiten. Wie bei Volkszählungen im Norden Indiens üblich, liegt der männliche Bevölkerungsanteil ca. 10 % über dem weiblichen.

## Wirtschaft
Die Umgebung von Jhansi wird hauptsächlich landwirtschaftlich genutzt. In der Stadt selbst haben sich Handwerk, Handel und Dienstleistungsunternehmen aller Art angesiedelt.

## Geschichte
Im Reich der Chandella war Jhansi ein bedeutender befestigter Platz. Unter der Oberhoheit des Sultanats von Delhi (1206–1526) und der Großmoguln (1526–1705) sank es politisch und wirtschaftlich weit zurück. Im Jahr 1613 wurde hier durch Bir Singh Deo, den Raja des Fürstenstaats Orchha, ein Fort angelegt. Der Überlieferung nach fragte Bir Singh Deo den befreundeten Raja von Jaipur bei dessen Besuch in der Hauptstadt Orchha, ob er das neu erbaute Kastell in den Bangra-Bergen sehen könne. Dieser soll darauf jhainsi („undeutlich“) erwidert haben, was sich als Jhansi auf das Kastell und die dort heranwachsende Stadt übertragen habe. In der Phase des Niedergangs des Mogulreichs wurde der Ort von den Marathen erobert. In den Jahren nach 1742 wurde das Fort durch die faktisch nahezu autark regierenden Gouverneure (subahdars) des zersplitterten Marathenreichs zu einer Provinzhauptstadt ausgebaut. Von 1804 bis 1853 war es das Zentrum des gleichnamigen Princely State (engl. für Fürstenstaat) im kolonialen Britisch-Indien.

### Indischer Aufstand 1857

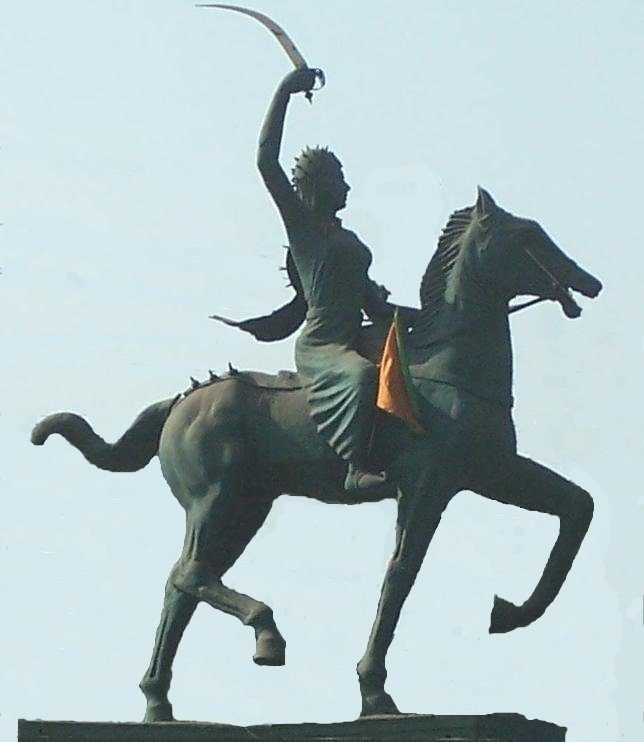
Denkmal zu Ehren der Rani von Jhansi in Agra

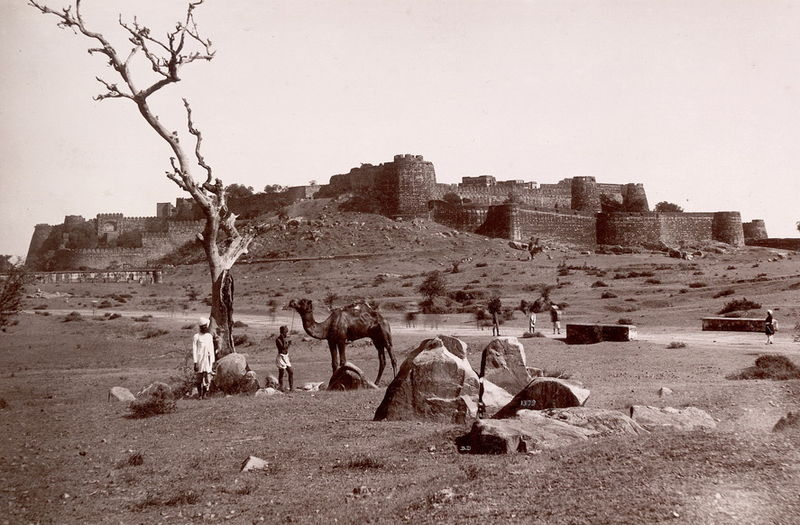
Festung von Jhansi, (Foto 1882)

Lakshmibai war als Vierzehnjährige mit dem deutlich älteren Raja von Jhansi Gangadhar Rao verheiratet worden. Aus der Verbindung ging ein Sohn hervor, der sehr jung starb. Kurz vor seinem Tode adoptierte Gangadhar Rao einen Sohn, der ihm auf den Thron nachfolgen sollte. Bis zu seiner Volljährigkeit sollte Lakshmibai für ihn die Regentschaft ausüben. Entsprechend der Doctrine of Lapse annektierte jedoch Lord Dalhousie nach dem Tode des Raja auch diesen Fürstenstaat. Die entthronte Rani durfte weiterhin im Palast residieren und erhielt eine großzügig bemessene Pension. Die Rani protestierte gegen diese Behandlung in London; ihrem Einspruch wurde jedoch nicht stattgegeben. Unter den in Jhansi lebenden Briten stand die Rani in hohem Ansehen. Als sich die vor Jhansi stationierten indischen Soldaten im Juni 1857 dem Aufstand anschlossen, stellten sich die dort lebenden Europäer und Eurasier unter ihren Schutz. Die Rani konnte jedoch nicht verhindern, dass die meisten von ihnen im Juni 1857 von aufständischen indischen Soldaten ermordet wurden. Gegenüber den Briten leugnete die Rani jegliche Rolle in dem Massaker und betonte ihre Loyalität.
In den folgenden Monaten drangen Truppen benachbarter Fürstenstaaten in ihr Gebiet ein. Nachdem ihre Appelle um britische Hilfe vergeblich geblieben waren, verteidigte sie ihren Fürstenstaat erfolgreich mit Hilfe aufständischer Truppen gegen die Invasoren. Als im März 1858 britische Truppen auf Jhansi zumarschierten, um auch dort für die an Europäern und Eurasiern begangenen Massaker Rache zu nehmen, entschied sie sich, die Festung Jhansi an der Spitze der Aufständischen zu verteidigen. Der indische Rebellenführer Tantya Tope kam ihr mit einer Truppe von 22.000 Mann zu Hilfe. Auf Grund taktischer Fehler wurden am 1. April die Truppen unter Führung von Tantya Tope in der Schlacht am Betwa von einer zahlenmäßig deutlich unterlegenen britischen Truppe unter Hugh Rose, 1. Baron Strathnairn geschlagen. Jhansi wurde am 3. April von den Briten eingenommen. Dabei kamen mehr als 3.000 Inder ums Leben. Bei den meisten der Opfer handelte es sich um unbewaffnete Zivilisten. Der Rani von Jhansi gelang es, gemeinsam mit ihrem Adoptivsohn und fünfzig Anhängern die Stadt zu verlassen, bevor die Briten sie festsetzen konnten. Am 22. Mai griffen britische Truppen die Festung Kalpi an. Die Rani von Jhansi führte persönlich den Gegenangriff indischer Truppen. Die indischen Truppen unterlagen auch in dieser Schlacht. Erneut gelang der Rani gemeinsam mit anderen Anführern des Aufstands wie Tantya Tope, dem Nawab von Banda und Rao Sahib, dem Neffen von Nana Sahib, die Flucht. In Gwalior konnten sie die dort stationierten indischen Truppen überreden, sich dem Aufstand anzuschließen. Der den Briten loyal gebliebene Maharath floh aus dem Distrikt. Sir Hugh Rose war mit seinen Truppen den Fliehenden gefolgt. Am 16. Juni erreichte er die Außenbezirke der Stadt Gwalior. Am 17. Juni kam die Rani von Jhansi bei einem Kavalleriegefecht ums Leben. Nach drei Augenzeugenberichten trug sie die Uniform eines Sowars und griff einen der britischen Reiter an. Dabei wurde sie selber vom Pferd geworfen und erlitt eine Verletzung, vermutlich durch einen Hieb des britischen Kavalleristen mit dem Säbel. Sie schoss noch mit einer Pistole auf ihren Angreifer. Dieser tötete sie jedoch mit einem Gewehrschuss.

## Sehenswürdigkeiten
- Die Festung (fort) von Jhansi existierte schon unter den Chandellas, war danach jedoch lange Zeit verlassen und wurde erst Mitte des 18. Jahrhunderts wieder genutzt und erneuert. Von hier bieten sich schöne Blicke über die zu Füßen des Festungsberges gelegene Stadt.
- In der Unterstadt steht der Rani Mahal (oder Rani Lakshmi Mahal), ein repräsentativer Palast im indo-europäischen Stil des 18./19. Jahrhunderts. Einige Räume sind mit farbigen Malereien bedeckt; im Hof befindet sich ein archäologisches Museum mit zahlreichen Skulpturen.
- Das Government Museum zeigt zahlreiche Exponate von der Gupta-Zeit bis ins 20. Jahrhundert.
- In der Unterstadt befindet sich der Judasschrein, die wichtigste christliche Pilgerstätte Nordindiens.

## Söhne und Töchter der Stadt
- Abdul Karim (1863?–1909), Munshi der Königin Victoria von Großbritannien
- Dhyan Chand (1905–1979), Hockeyspieler
- Braj Basi Lal (1921–2022), Archäologe
- Radha Charan Gupta (1935–2024), Mathematikhistoriker
- Pankaj Mishra (* 1969), Schriftsteller
- Shaili Singh (* 2004), Weitspringerin